# Wiktor Pikulski

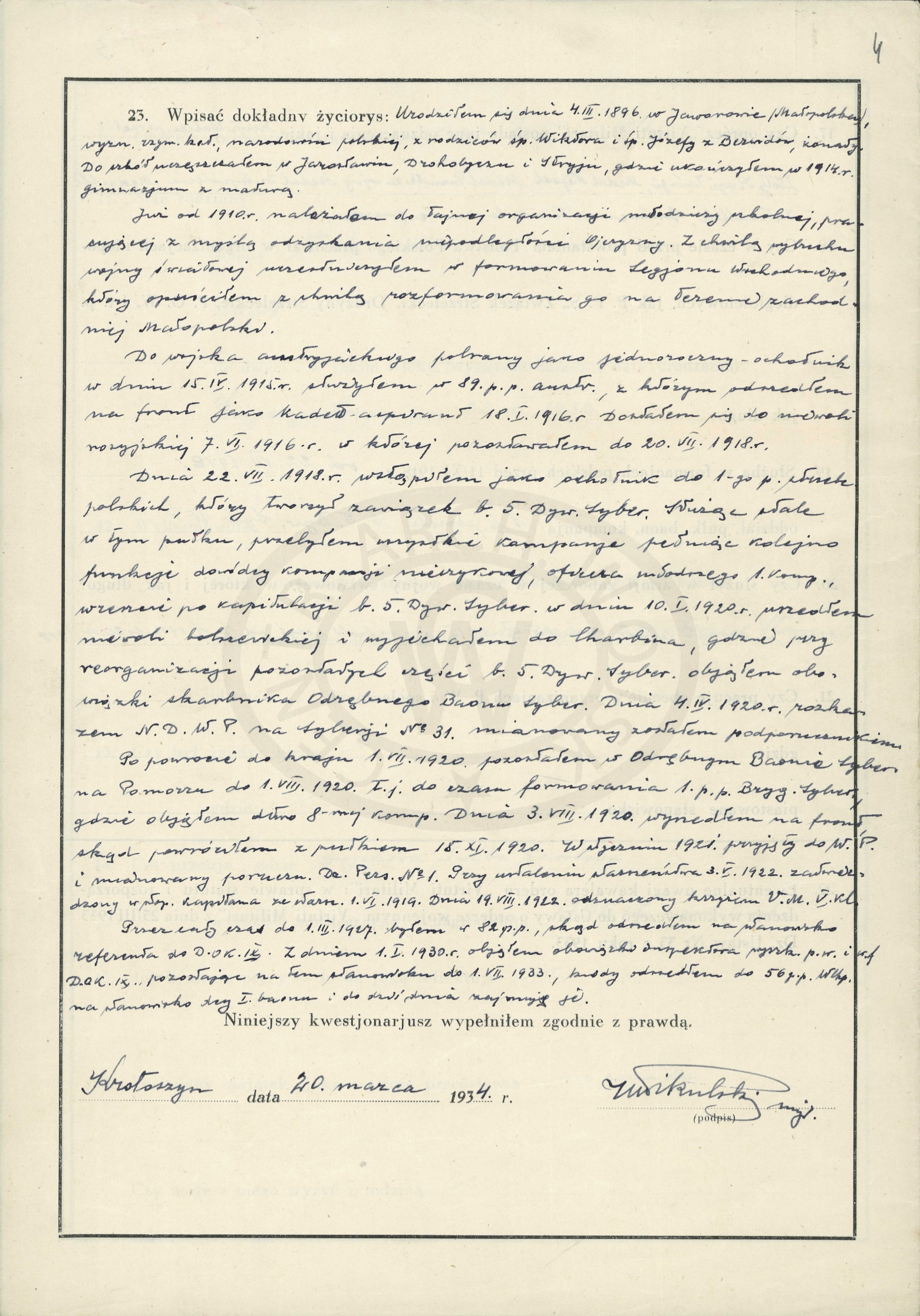
Odręczny życiorys Pikulskiego do Orderu VM, z podpisem, marzec 1934

Wiktor Konstanty Pikulski (ur. 4 marca 1896 w Jaworowie, zm. wiosna 1940 w Charkowie) – major piechoty Wojska Polskiego, kawaler Orderu Virtuti Militari, ofiara zbrodni katyńskiej.

## Życiorys
Wiktor Konstanty Pikulski, syn Wiktora i Józefy z Berwidów, urodził się 4 marca 1896 w Jaworowie w powiecie jaworowskim. Uczył się w Filii C. K. Gimnazjum w Stryju, gdzie w 1914 ukończył VIII klasę i zdał egzamin dojrzałości (w jego klasie byli m.in. jego brat Tadeusz Kazimierz Pikulski ur. 4 marca 1894, a także Ludwik Iwaszko, Władysław Tadeusz Podoski, Zdzisław Stroński).
Po wybuchu I wojny światowej w 1914 został powołany do armii austriackiej, gdzie ukończył szkołę oficerską. Został wysłany na front, w 1916 dostał się do niewoli rosyjskiej. Od lipca do kapitulacji pod Krasnojarskiem walczył w 1 pułku strzelców 5 Dywizji Syberyjskiej. Za bohaterstwo w czasie walk  został odznaczony Krzyżem Srebrnym Orderu Virtuti Militari. W 1920 wstąpił do Wojska Polskiego. W czasie wojny z bolszewikami walczył w stopniu porucznika w 82 Syberyjskim pułku piechoty.
3 maja 1922 roku został zweryfikowany w stopniu kapitana ze starszeństwem z dniem 1 czerwca 1919 w korpusie oficerów piechoty. W 82 pułku piechoty służył do 1927. W 1924 pełnił obowiązki kwatermistrza pułku. Od 1927 został przeniesiony do DOK IX. 2 kwietnia 1929 został mianowany majorem ze starszeństwem z dniem 1 stycznia 1929 i 54. lokatą w korpusie oficerów piechoty. W 1932 pełnił służbę w 9 Okręgowym Urzędzie Wychowania Fizycznego i Przysposobienia Wojskowego w Brześciu. W czerwcu 1933 został przeniesiony do 56 pułku piechoty wielkopolskiej w Krotoszynie na stanowisko dowódcy batalionu. W sierpniu 1935 roku został przeniesiony do Powiatowej Komendy Uzupełnień Biała Podlaska na stanowisko komendanta. W 1938 roku dowodzona przez niego jednostka została przemianowana na Komendę Rejonu Uzupełnień Biała Podlaska, a zajmowane przez niego stanowisko otrzymało nazwę „komendant rejonu uzupełnień”.
We wrześniu 1939 został dowódcą improwizowanego batalionu Centrum Wyszkolenia Łączności w Zegrzu. Po agresji ZSRR na Polskę dostał się do niewoli sowieckiej i był przetrzymywany w obozie w Starobielsku. Wiosną 1940 roku został zamordowany przez funkcjonariuszy NKWD w Charkowie i pogrzebany w bezimiennej, zbiorowej mogile w Piatichatkach, gdzie od 17 czerwca 2000 roku mieści się oficjalnie Cmentarz Ofiar Totalitaryzmu w Charkowie. Figuruje na Liście Starobielskiej NKWD pod poz. 2565.
Pikulski był żonaty i miał córkę Eugenię Lucję (ur. 1933).
5 października 2007 roku minister obrony narodowej Aleksander Szczygło – decyzją nr 439/MON – mianował go pośmiertnie na stopień podpułkownika. Awans został ogłoszony 9 listopada 2007 roku w Warszawie, w trakcie uroczystości „Katyń Pamiętamy – Uczcijmy Pamięć Bohaterów”.

## Ordery i odznaczenia
- Krzyż Srebrny Orderu Wojskowego Virtuti Militari nr 2655[20]
- Krzyż Walecznych (dwukrotnie)[20]
- Złoty Krzyż Zasługi (19 marca 1931)[21]
- Medal Niepodległości (2 sierpnia 1931)[22]
- Medal Pamiątkowy za Wojnę 1918–1921[23]
- Medal Dziesięciolecia Odzyskanej Niepodległości[23]